# 張宗元
张宗元（?—?），宋朝政治人物。
早年出入张浚幕府，任川陕宣抚使，累官兵部侍郎。赵构猜忌岳飞，於是张浚推荐张宗元前去監管岳飛，绍兴七年（1137年），朝廷命兵部侍郎张宗元为湖北、京西宣抚判官，前去鄂州（今湖北武昌），接管岳飛的軍隊。张宗元归朝向高宗上奏：“（岳家军）将帅和，军旅精锐，人怀忠孝，众和而勇，皆飞训养所致。”赵鼎罷相後，流寓廣西，张宗元同情他，曾赠物品以供赵鼎食用。秦桧得知，将张宗元调离广西。豫章太守张宗元因悖逆秦桧。秦桧下令张常先陷害他，葉義問對此責問张常先，此事株连张浚，又捕捉赵鼎之子赵汾交付大理寺，不久因秦桧死而得免。